# Kalevala

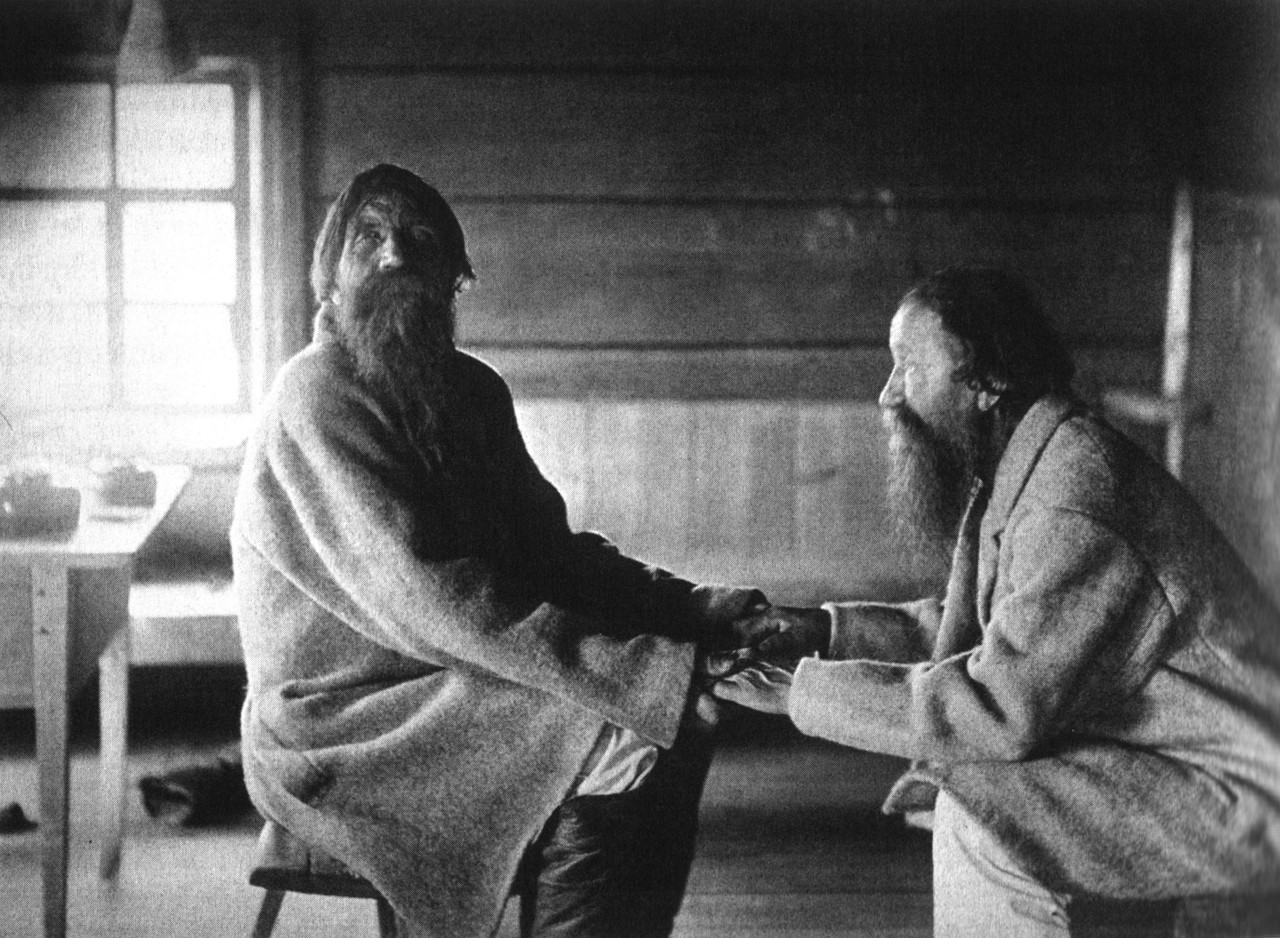
Into Konrad Inha: Bratři Poavila a Triihvo Jamanen přednášejí tradiční finskou lidovou poezii Kalevala v obci Uhtua, dnes Republika Karélie, 1894

Kalevala je karelo-finský národní epos sestavený Eliasem Lönnrotem z ústní slovesnosti Finů a Karelů. Dílo obsahující 22 795 veršů je rozděleno do padesáti „run“ čili zpěvů. Epos shrnuje v sérii příběhů tří bohatýrů, Lemminkäinena, Väinämöinena a Ilmarinena, potomků mytického Kalevy, celou finskou mytologii.

## Historie
Lönnrot, vesnický lékař a amatérský folklorista, podnikl během svého života několik cest, převážně do oblasti Karélie, při kterých sbíral finskou lidovou poezii, tradovanou ve formě tzv. run takzvanými runopěvci, lidovými zpěváky. První z nich uskutečnil již v roce 1828 a jeho dílo vyvrcholilo roku 1833 vydáním takzvané „Pra-Kalevaly“, několika děl, které se posléze staly základem samotné Kalevaly. Jedná se o samostatné eposy Lemminkäinen a Väinämöinen a svatební písně. Roku 1835 vyšla tzv. Stará Kalevala, která obsahovala jen 32 run a 12078 veršů a přepracované vydání nazvané Nová Kalevala vyšlo roku 1849.
Lönnrot předpokládal, že všechny rozmanité příběhy, tradované runopěvci, musely být kdysi dávno jediným monumentálním eposem, který se až v pozdější době roztříštil v jednotlivé celky (stejný názor zastával např. Karel Jaromír Erben). Jeho výsledná Kalevala je pokusem spojit jednotlivé runy do jednoho příběhu a dávný epos tak rekonstruovat. Finští folkloristé shromáždili dohromady asi dva miliony veršů písní a jejich variant (nejvíce se na jejich zprostředkování podílel proslulý runopěvec Arhippa Perttunen). Míra Lönnrotova podílu na výsledném díle je předmětem sporů. Odhaduje se, že asi třetina kalevalských veršů jsou doslovné záznamy skutečné lidové poezie, asi polovinu materiálu Lönnrot mírně upravil. Asi čtrnáct procent veršů měl „včlenit“ do výsledných textů na základě variant písní (ve „staré Kalevale“ všechny tyto varianty, úhrnem asi tři tisíce veršů, připojuje jako dodatek) a asi tři procenta jsou jeho vlastní invence.

## Ohlasy
Kalevala je velmi podstatnou součástí finské národní hrdosti, mnoho jejích pasáží bylo zhudebněno, ať již klasickými skladateli (např. Jean Sibelius), nebo moderní hudbou (metalová skupina Amorphis, popř. Ensiferum) a ohlasy Kalevaly se vyskytují ve všech oblastech kultury. 28. února je ve Finsku slaven jako svátek tzv. Den Kalevaly.
Vlivy Kalevaly se objevují nejen ve finské kultuře; Kalevalou se silně inspiroval například americký básník Henry Wadsworth Longfellow ve své proslulé Písni o Hiawatě, dokonce do té míry, že použil shodnou formu, tzv. kalevalské metrum.
Česky byla Kalevala vydána již roku 1894 v překladu Josefa Holečka. Tento překlad je po ruském překladu druhým překladem do slovanského jazyka a patří mezi vůbec nejlepší překlady tohoto významného díla. Holeček se naučil finsky jen kvůli tomuto překladu. Později přeložil i jiná díla finské lidové poezie.
Spisovatel Paavo Haavikko napsal scénář k seriálu založeném na Kalevale. Ten byl roku 1982 zfilmován pod názvem Rauta-aika.
Estonské národní hnutí navázalo na Kalevalu svým národním eposem Kalevalův syn.

## Děj
Kalevala líčí v rámci fiktivního setkání dvou nepojmenovaných runopěvců vlastně všechny podstatnější příběhy z finské mytologie, především příběhy moudrého věštce a proslulého runopěvce Väinämöinena, čarodějného kováře Ilmarinena záletného válečníka Lemminkäinena a nešťastného mstitele Kullerva. Tyto příběhy jsou zarámovány vztahy mezi potomky mytického Kalevy, kterými jsou Väinämöinen, Lemminkäinen i Ilmarinen a obyvateli temné říše Pohjola na dalekém severu (patrně mytický obraz Laponska).
Kalevala začíná mýtem o stvoření a oživení světa a narozením hrdinů Väinämöinena a Ilmarinena. Následuje příběh o námluvách pěvce Väinämöinena, který si chce zprvu vzít dívku Aino, sestru svého nepřítele Joukahainena, Aino ale spáchá sebevraždu. Väinämöinen se proto uchází o dceru čarodějnice Louhi z temné severní země Pohjoly. Dívku však nakonec získá pěvcův bratr, kovář Ilmarinen výměnou za tajemný mlýnek sampo, který svému majiteli naděluje mouku, sůl a zlato. Čarodějčina dcera zvaná „panna Pohjolanka“ je však krutá a brzy nato ji zavraždí pastýř Kullervo, jehož týrala a jemuž zotročila rodiče. Kullervo poté omylem svede vlastní sestru a když si uvědomí, že se dopustil krvesmilstva, spáchá sebevraždu. Další část Kalevaly líčí příběhy Lemminkäinena, jenž se rovněž ucházel o dceru čarodějnice Louhi, byl zavražděn laponským čarodějem, ale matka-kouzelnice jej magickými hráběmi vylovila z řeky smrti a oživila. Poté Lemminkäinen navštívil svatbu Ilmarinena a Louhiny dcery, kde způsobil poprask a pozdvižení. V závěrečné části se Ilmarinen a Väinämöinen vypraví do Pohjoly, aby získali sampo zpět. Pomáhá jim Lemminkäinen, který se chce pomstít čarodějnici Louhi za urážky. Hrdinové sampo uloupí, ale čarodějnice se svými bojovníky je pronásleduje. V závěrečném boji se Louhi promění v orla a při boji s Väinämöinenem sampo rozbije. Zůstane z něj jen část, která vyrábí sůl a ta spadne do moře, které je od té doby slané. Kalevala končí jakousi finskou verzí mýtu o narození Krista a soumrakem pohanského věku.

## Forma
Kalevala je psána tzv. kalevalským metrem, osmislabičným trochejem, většinou nerýmovaným, který je ale v mnoha částech (zejména v závěru) zrýmován či spojen asonancí.[zdroj?] Velmi důležitou úlohu hraje v Kalevale také aliterace, není ale pravidelná.

## Vydání
Kalevala nejnověji vyšla v komentované edici literárního vědce a pedagoga Jana Čermáka nazvané Kalevala Eliase Lönnrota a Josefa Holečka v moderní kritické perspektivě (Academia, Praha 2014).

## Evropské dědictví
V roce 2024 byla Kalevala zařazena mezi Evropské dědictví.